# Фёдор Александрович (князь телятевский)
Фёдор Александрович — первый и единственный правитель удельного Телятевского княжества.

## Биография

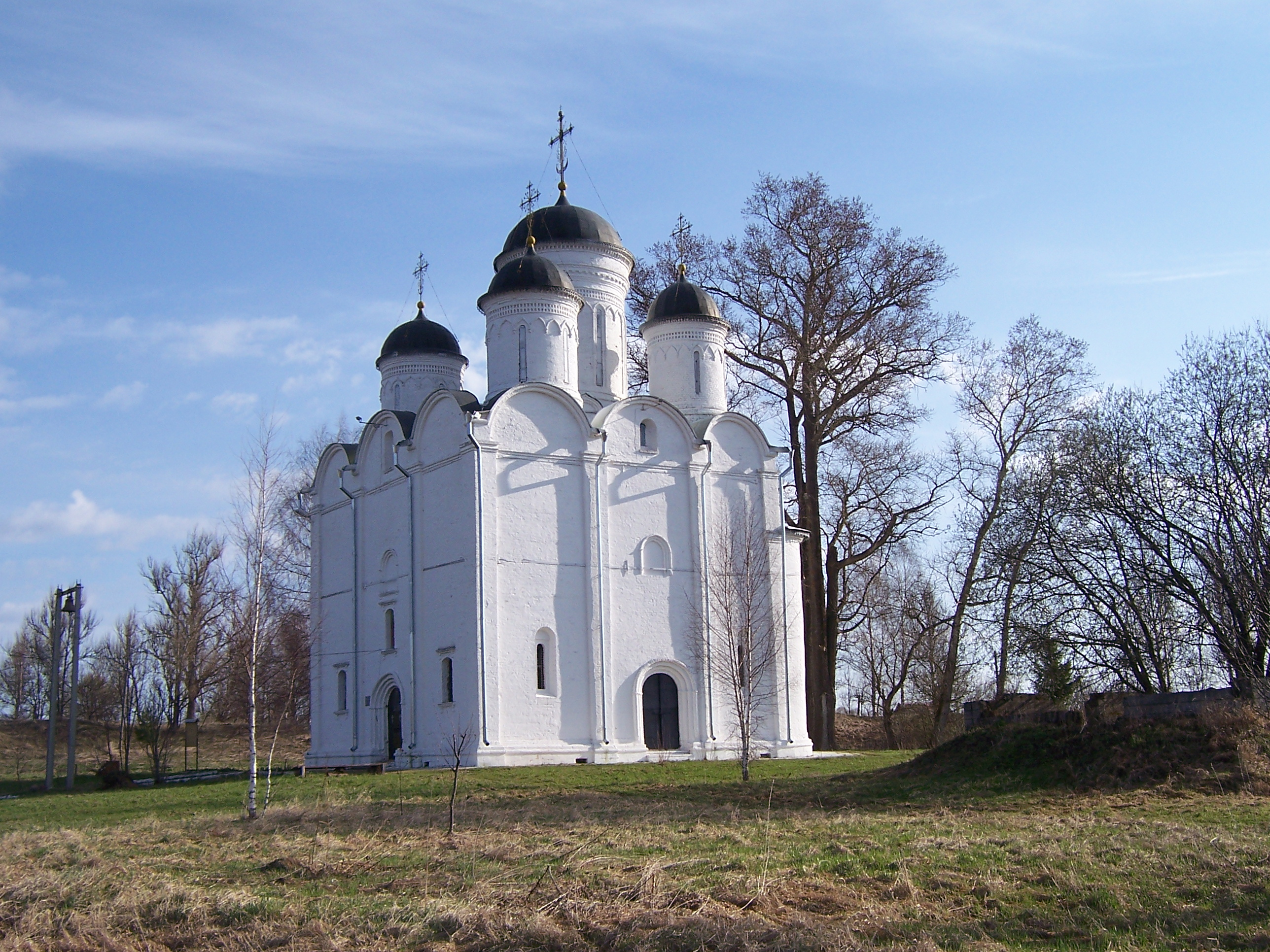
Архангельский собор в Микулине — усыпальница Микулинских и Телятевских.

Потомок Рюрика в XVII колене, младший сын Александра Федоровича (после 1391 — 1435), правителя Микулинского княжества. Микулинское княжество было уделом Великого княжества Тверского. Микулинское княжество существовало почти полтораста лет и даже чеканило собственную монету. Его столицей был город Микулин на берегу реки Шоши (ныне — село Микулино в Лотошинском районе на севере Московской области, на границе с Тверской), где сохранились земляные валы — укрепления бывшего города и бывший некогда кафедральным Архангельский собор.
Князь Александр Федорович Микулинский, решил, в свою очередь, разделить княжество на уделы. Старшему сыну Борису он оставил в наследство Микулин, а младшему выделил особое, Телятевское княжество со столицей в Телятеве (ныне — село Телятьево в Калининском районе Тверской области).
Фёдор Александрович упоминается в жалованной грамоте великого князя тверского Бориса Александровича  (после 1398—1461), данной тверскому Отрочу монастырю, в которой назван после великого князя в числе других удельных князей, от которых дается эта грамота.

## Потомки
Его сын, Михаил Федорович Телятевский (также упоминается, как Михаил Микулинский; ум. 1510) был сперва тверским, а затем московским боярином при дворе князя Ивану III.
Потомки удельного князя Федора Александровича были известны как князья Телятевские. Они служили московским великим князьям, а затем царям, но уже не имели собственного удела. Род пресекся в мужском колене в 1645 году, когда скончался боярин и воевода князь Телятевский, Фёдор Андреевич, который был не только последним князем Телятевским, и последним потомком Микулинских князей, но и вообще последним потомком (по мужской линии) Тверского великокняжеского дома. Тем не менее, родословие князей Телятевских было внесено в Бархатную книгу (1687). Ветвью князей Телятевских были князья Пунковы, но этот род существовал лишь одно поколение в XVI столетии.